# Isola di Minicoy
L'isola di Minicoy o Maliku è l'unica isola abitata dell'atollo di Maliku, nel mar Arabico. È la seconda isola più estesa dell'arcipelago delle Laccadive, ed è quella situata più a sud. Gli abitanti locali, Malikun, chiamano la loro isola "Maliku," come anche i maldiviani, mentre "Minikkoy" è il nome dell'isola in Lingua malayalam.
L'isola è amministrata dall'India, in particolare dal territorio del Laccadive. L'isola più vicina è quella di Thuraakunu nella Repubblica delle Maldive.